# تانیا خاراتیان
تانیا خاراتیان (ارمنی: Տանյա Խառատյան؛ ) یک نوازنده و آموزگار موسیقی اهل ارمنستان بود.

## زندگی‌نامه
وی به «مادربزرگ موسیقی در ایران» شهرت دارد. وی افزون بر هفتاد و سه سال پیانو نواخت و بیش از شصت و پنج سال به تربیت شاگرد در رشتهٔ پیانو مشغول بود. او در کنسرواتوار دولتی تفلیس در رشتهٔ پیانو تحصیل کرده بود و مدت سه سال نیز در پاریس آن رشته را ادامه داده بود و در حدود ۱۳۱۰ خورشیدی به اتفاق شوهرش به ایران آمد و از سال ۱۳۱۵ به تدریس در هنرستان موسیقی پرداخت. جواد معروفی مدتی شاگرد بانو خاراتیان بود.